# ヒューズ・ストリート駅
ヒューズ・ストリート駅（Hewes Street）はブルックリン区ウィリアムズバーグのヒューズ・ストリートとブロードウェイ交差点に位置するニューヨーク市地下鉄BMTジャマイカ線の駅である。J系統が平日日中の混雑方向を除く終日、M系統が深夜を除く終日停車する。

## 駅構造
| P ホーム階 | 相対式ホーム、右側のドアが開く | 相対式ホーム、右側のドアが開く |
| P ホーム階 | 西行緩行線                     | ← 平日午前以外：ブロード・ストリート駅行き（マーシー・アベニュー駅） ← 平日：フォレスト・ヒルズ-71番街駅行き（マーシー・アベニュー駅） ← 休日：エセックス・ストリート駅行き（マーシー・アベニュー駅） |
| P ホーム階 | 混雑方向急行線                 | ← 平日日中混雑方向：通過 → |
| P ホーム階 | 東行緩行線                     | → 平日午後以外：ジャマイカ・センター-パーソンズ/アーチャー駅行き（ロリマー・ストリート駅）→ 深夜帯以外：メトロポリタン・アベニュー駅行き（ロリマー・ストリート駅）→                                   |
| P ホーム階 | 相対式ホーム、右側のドアが開く | |
| M          | 改札階                         | 改札口、駅員詰所、メトロカード自動券売機 |
| G          | 地上階                         | 出入口 |

当駅は相対式ホーム2面3線の高架駅である。中央の急行線はJ系統とZ系統が平日日中に通過する。駅西側に緩急間で渡り線があり西行列車は当駅止まりとすることも可能である。
駅のアートワークはMara HeldによるEl in 16 Notesで16のステンドグラスで構成される。

### 出入口
フッパー・ストリートとブロードウェイ交差点の西側に出る駅西端の改札のみ開いている。反対の東端改札は閉鎖され非常出口となっており、ヒューズ・ストリートとブロードウェイ交差点東側に出ることができた。これは14丁目トンネル閉鎖の際に営業を再開しブロードウェイ駅と改札外無料乗り換えを実施していた。

## ギャラリー

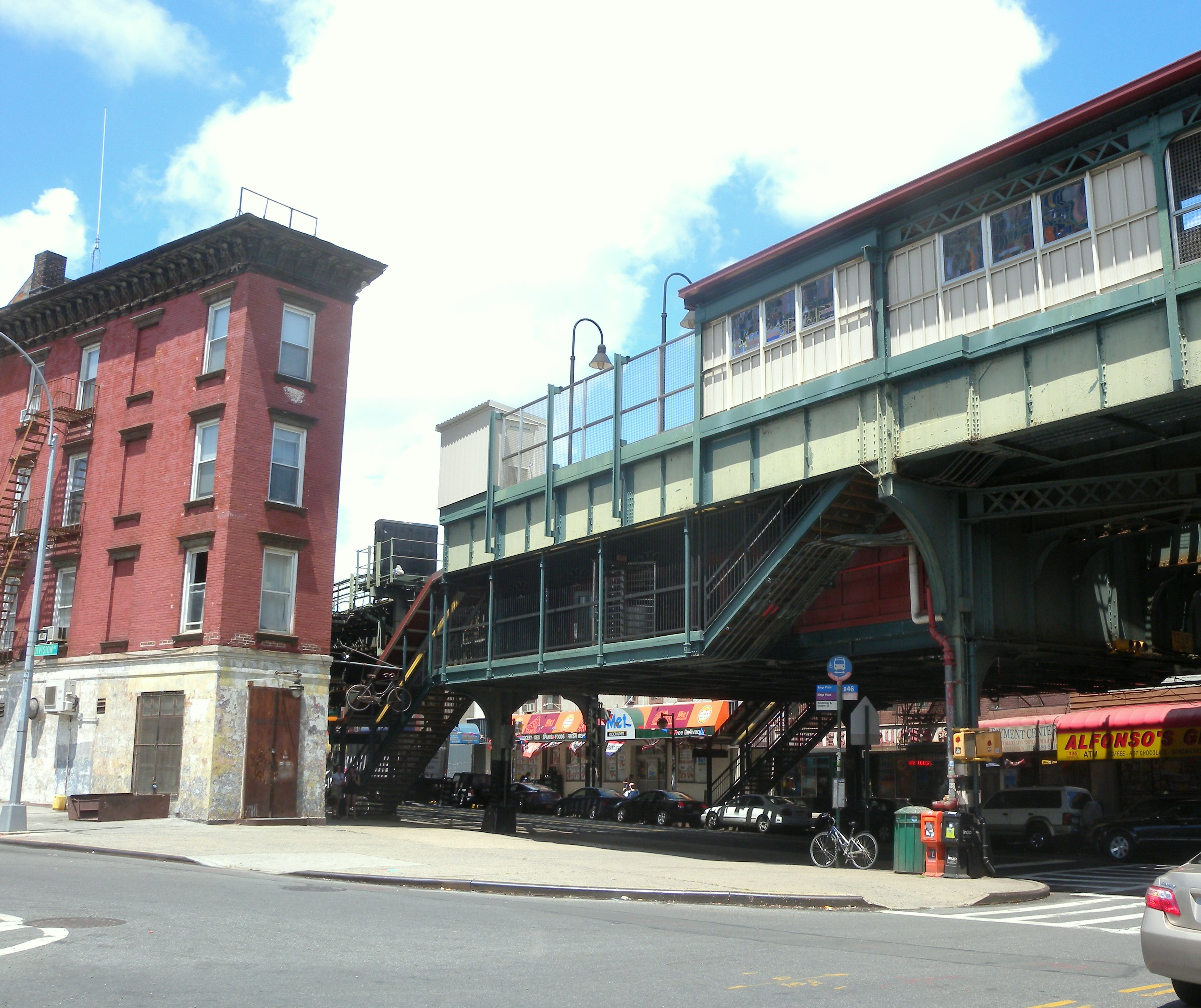
フッパー・ストリートの駅舎
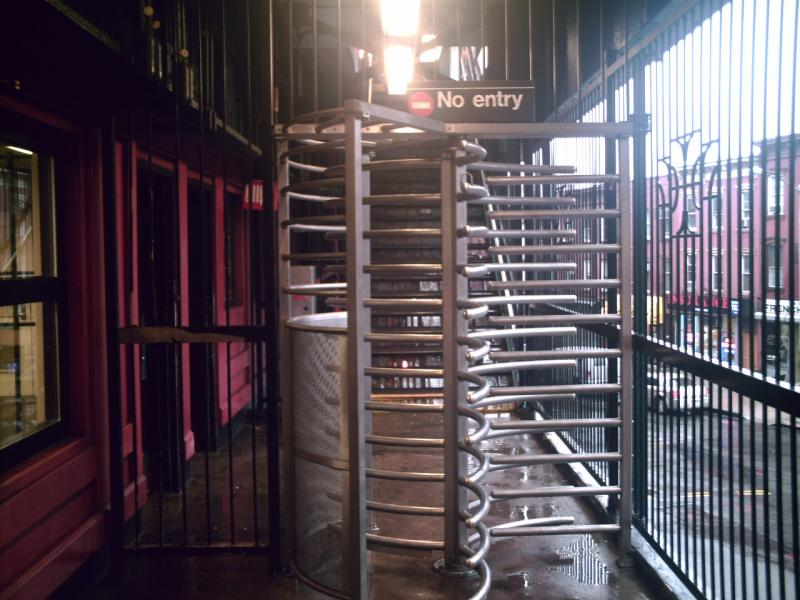
出口専用改札機
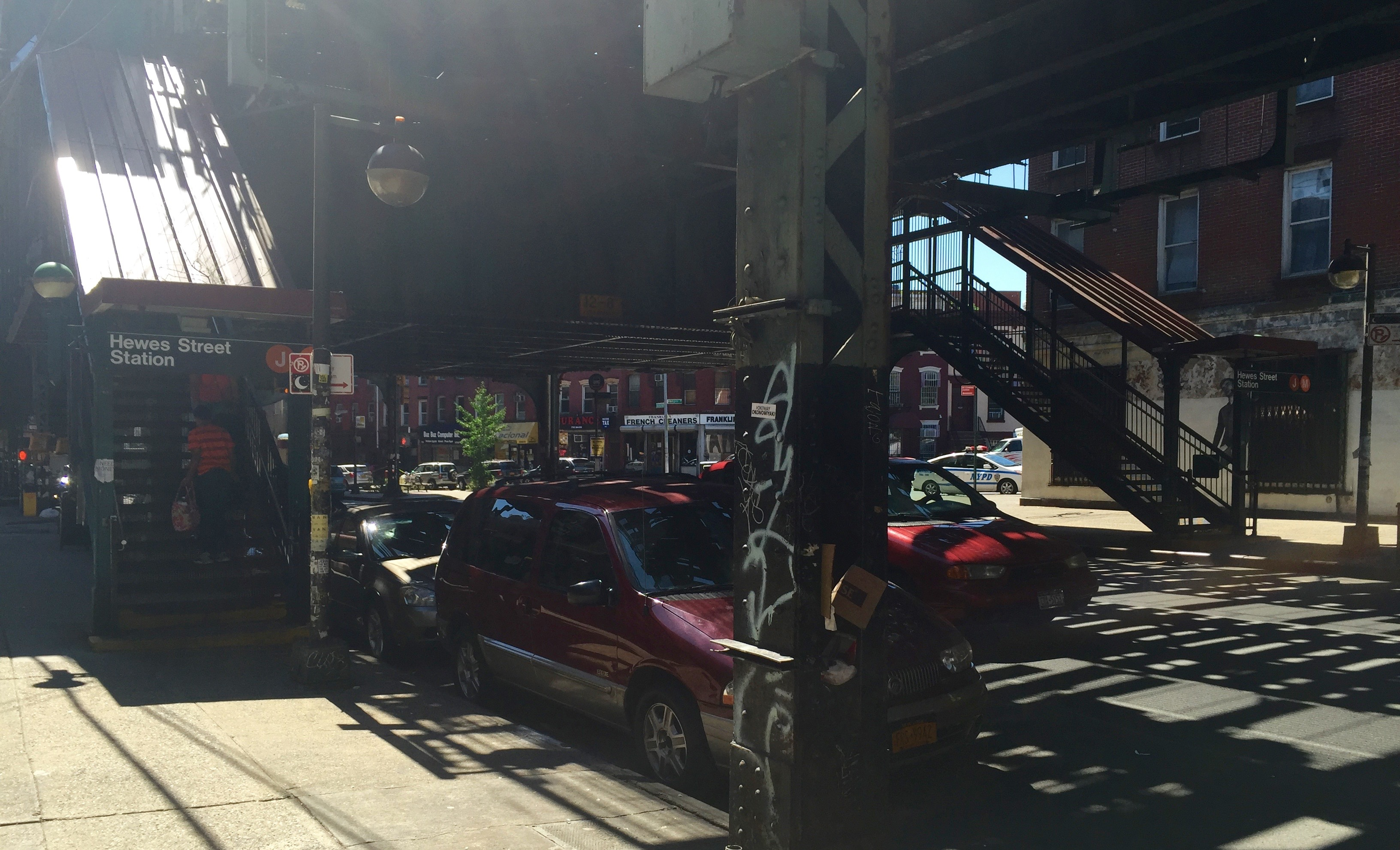
フッパー・ストリートの入口
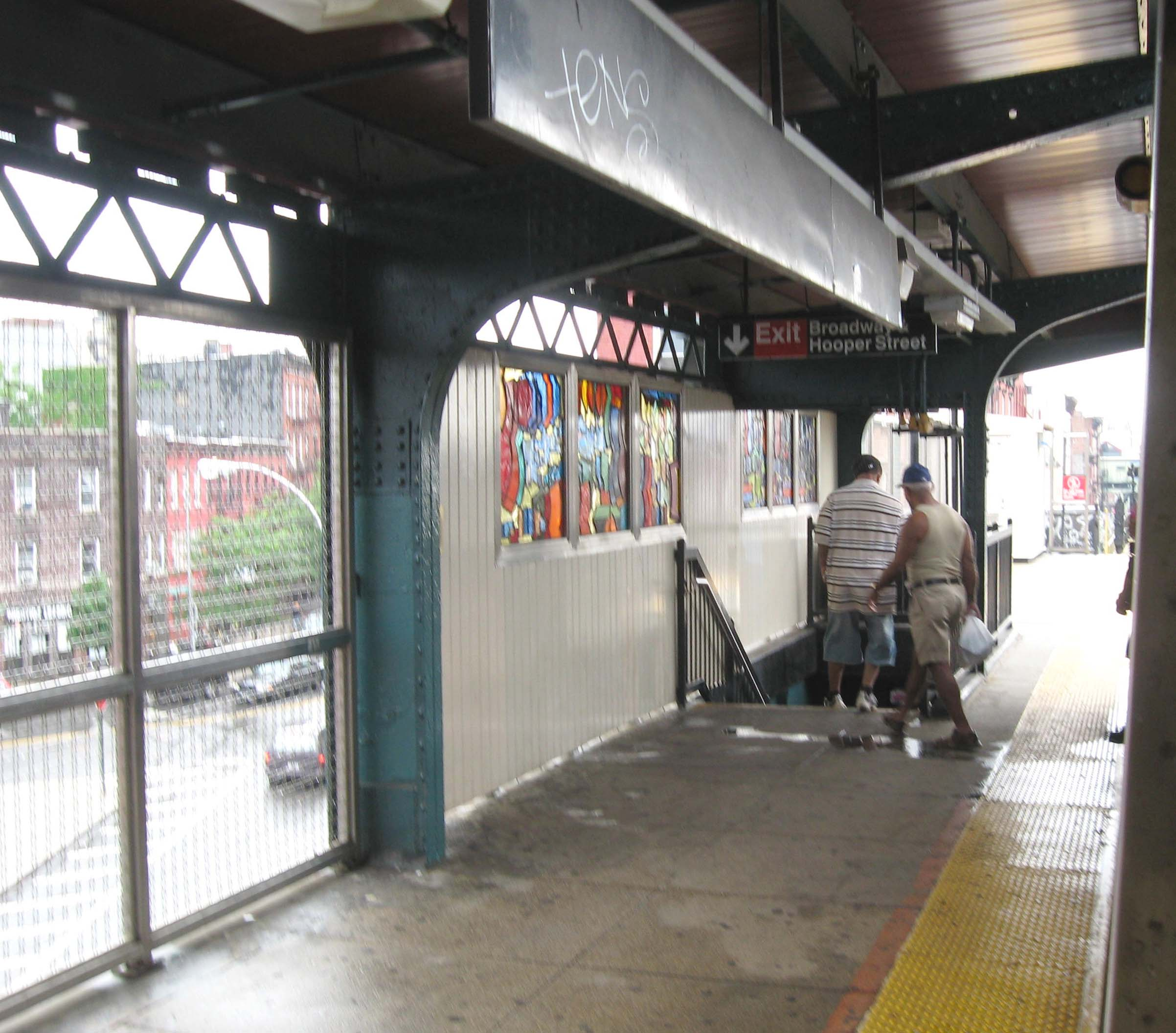
ホームの階段